# Tähtvere
Taehtvere ou Tähtvere est un quartier de Tartu en Estonie sur la route de Tallinn près du fleuve Ermajõgi (ou Ermbach).

## Économie
Les célèbres brasseries de la firme A. Le Coq (fondée en 1807) sont implantées ici en 1826 et sont toujours en activité.

## Histoire
Taehtvere s'appelait officiellement Techlefer avant l'indépendance de l'Estonie.
Son domaine appartint à plusieurs familles successives de l'aristocratie germano-balte avant la réforme foncière et agraire de 1919 et son dernier propriétaire fut Emil von Wulf de la branche de Serbigal.
Le village est devenu un quartier de Tartu.

## Architecture
- Château de Taehtvere
- Église catholique de Tartu